# Clare Hammond
Pour les articles homonymes, voir Hammond.
Clare Hammond (née en 1985) est une pianiste de concert classique britannique.

## Biographie

### Formation
Clare Hammond grandit à Nottingham où elle effectue ses études primaires et secondaires. Puis elle intègre le Emmanuel College de l'Université de Cambridge où elle obtient une double première place en musique. Elle entreprend ensuite des études de troisième cycle avec Ronan O'Hora à la Guildhall School of Music and Drama. Elle finalise également un DMA à la City University à Londres, où elle rédige sa thèse sur des concertos pour piano à la main gauche du XXe siècle commandés par le pianiste Paul Wittgenstein.

### Carrière
Clare Hammond joue dans des salles de concert et dans des festivals à travers l'Europe et est régulièrement diffusée sur BBC Radio 3 et d'autres réseaux de radio européens. Elle collabore avec des artistes tels que les quatuors Brodsky, Endellion et Badke, ainsi que Henning Kraggerud, Andrew Kennedy, Jennifer Pike (en) et Lawrence Power.
En 2016, elle reçoit le Young Artist Award de la Royal Philharmonic Society, pour ses réalisations exceptionnelles.
Passionnée de musique contemporaine, elle a présenté en première mondiale des œuvres majeures de compositeurs tels que Robert Saxton, Kenneth Hesketh, Edwin Roxburgh, John McCabe et Arlene Sierra (en).
Clare Hammond s'intéresse de près à la musique et à la culture polonaises et a co-organisé le festival du centenaire d'Andrzej Panufnik au King's Place à Londres. Elle a fait plusieurs tournées en Pologne et s'est produite au Festival Chopin et à son Festival pour l'Europe à Varsovie en 2014.
Par ailleurs, elle se produit comme actrice au cinéma : en 2011, elle joue le rôle du professeur de piano dans le film Oh My God! et est la doublure de Felicity Jones. En 2015, elle interprète le personnage de la jeune Miss Shepherd dans l'adaptation cinématographique de The Lady in the Van d'Alan Bennett et enregistre la bande originale du film avec George Fenton, le Philharmonia et le BBC Concert Orchestra,.

## Discographie
Clare Hammond a publié un certain nombre d'enregistrements, notamment pour BIS, Signum et Toccata :
- Piano-Polyptych, œuvres pour piano de compositeurs britanniques contemporains : Giles Swayne, Piers Hellawell, Kenneth Hesketh, Philip Grange, Julian Anderson et Piers Hellawell (2-3 janvier 2011, Prima Facie Records) (OCLC 868895948)
- Reflections, œuvres pour piano d'Andrzej et Roxanna Panufnik (2013, BIS Records) (OCLC 899788507)
- Étude, Études pour piano des XXe et XXIe siècles : Unsuk Chin, Karol Szymanowski, Sergueï Liapounov et Nikolaï Kapoustine (BIS Records, 2015)[12] (OCLC 924740205)
- La bande son de Lady In The Van (Sony, 2015) (OCLC 962368881)
- Ken Hesketh, Horae (pro clara) (août 2015, SACD BIS Records) (OCLC 1053536767)
- Art of Dancing, Musique pour trompette, piano et cordes du XXIe siècle de Toby Young, Geoffrey Gordon, Deborah Pritchard et Nimrod Borenstein - Simon Desbruslais, trompette ; English String Orchestra, dir. Kenneth Woods (18 septembre 2015/29 octobre 2016, Signum Records) (OCLC 1021749218)
- Robert Saxton, Chacony ; Sonate pour piano ; Hortus musicae ; Lullaby for Rosa (21-22 août 2017, Toccata Classics) (OCLC 1055659732)
- Josef Mysliveček, Intégrale de la musique pour clavier - avec l'Orchestre de chambre suédois, sous la direction de Nicholas McGegan (mars 2018, SACD BIS Records)[13],[14] (OCLC 1090457315)